# ميري بيل
ماري جين بيلون داوني (23 ديسمبر 1900-14 أغسطس 1985) عرفت فنياً ميري بيل تراجيدية وممثلة كوميدية ومخرجة مسرحية فرنسية، كانت مديرة المسرح الرياضي في باريس من عام 1962 وهذا المسرح يحمل اسمها الآن.
تلقت ماري بيل تدريبها الفني في معهد كونسرفتوار باريس. في عام 1921 بدأت حياتها المهنية كممثلة مسرحية في كوميدي فرانسيز. في عام 1928 تم تعيينها شريكة هناك، حتى عام 1946 ظل بيل نشطًة في هذه المرحلة المسرحية الأكثر أهمية في فرنسا. وبين ذلك ، أصبحت ماري بيل مديرة مسرح أماباسادورس في منتصف الثلاثينيات، في عام 1958 تولت أيضًا إدارة مسرح باريس للجمباز. هناك فضلت أداء مسرحيات ودراما التابلويد لفيليسيان مارسو وفرانسواز ساجان.

## روابط خارجية
- ميري بيل في قاعدة بيانات الأفلام على الإنترنت
- ميري بيل على موقع فايند أغريف
- Marie Bell at موارد الفيلم  [لغات أخرى]‏ (French)
- ميري بيل في ألو سيني (بالفرنسية)
- brief biography of Marie Bell